# Paspalum chaseanum
Paspalum chaseanum är en gräsart som beskrevs av Parodi. Paspalum chaseanum ingår i släktet tvillinghirser, och familjen gräs. Inga underarter finns listade i Catalogue of Life.